# Intento de golpe de Estado en Camboya de 2000
El intento de golpe de Estado en Camboya de 2000 se produjo el 24 de noviembre de 2000, cuando el grupo Combatientes por la Libertad de Camboya intentó sin éxito derrocar al gobierno de Camboya en un fallido golpe de Estado. En lo que el grupo denominó «Operación Volcán», decenas de rebeldes atacaron edificios gubernamentales en Nom Pen en un intento de derrocar al gobierno de Hun Sen.

## Planificación
El líder de los Combatientes por la Libertad de Camboya, Chhun Yasith, ciudadano estadounidense naturalizado y exrrefugiado camboyano, viajó desde su hogar en California a la frontera entre Camboya y Tailandia en 1998 para reunirse con miembros de las Fuerzas Armadas Reales de Camboya que se oponían a Hun Sen, y con exmiembros de los Jemeres Rojos para organizar el complot. Chhun trabajó para recaudar fondos en Estados Unidos, incluso a bordo del Queen Mary, mientras los conspiradores en Camboya proporcionaban armas. Chhun organizó el ataque desde un lugar en Tailandia. El grupo planeó atacar 291 objetivos y logró recaudar 50 000 dólares estadounidenses.

## Intento de golpe de Estado
En la mañana del 24 de noviembre, alrededor de 100 individuos armados atacaron el Ministerio de Defensa y el edificio de la policía nacional, pero las autoridades detuvieron el ataque antes de que llegara a la residencia del primer ministro. Fueron detenidos 38 conspiradores, entre ellos dos ciudadanos estadounidenses. Hun Sen asistía a una cumbre de la ASEAN en el extranjero y no se encontraba en el país. Al menos cuatro personas murieron y varias decenas resultaron heridas. Los ataques causaron daños mínimos y fueron derrotados en unas pocas horas. El propio Chhun permaneció en la frontera tailandesa con la intención de liderar un nuevo gobierno si el golpe tenía éxito. El portavoz del gobierno, Khieu Kanharith, describió los ataques como terrorismo y no como un golpe de Estado.

## Consecuencias e investigaciones
El gobierno camboyano condenó a 38 personas, incluidos dos ciudadanos estadounidenses, por el ataque. Chhun fue sentenciado in absentia. Posteriormente fue investigado en Estados Unidos y arrestado en junio de 2005 en relación con la violencia. Fue declarado culpable en 2008 y condenado a cadena perpetua en 2010. En 2010, Hun Sen sugirió que el opositor Partido Sam Rainsy había tenido un papel en el intento de golpe.